# .sy
.sy és el domini de primer nivell territorial (ccTLD) de Síria.
Hi ha uns quants dominis de segon nivell reservats, que són:
- .edu.sy;
- .gov.sy;
- .net.sy;
- .mil.sy;
- .com.sy;
- .org.sy;
- .news.sy;